# Liste der Kulturdenkmale in Frohnau
Die Liste der Kulturdenkmale in Frohnau enthält die Kulturdenkmale des Ortsteils Frohnau der sächsischen Stadt Annaberg-Buchholz, die in der Denkmalliste vom Landesamt für Denkmalpflege Sachsen mit Stand vom 24. November 2010 erfasst wurden.
Diese Liste ist eine Teilliste der Liste der Kulturdenkmale in Sachsen.

## Legende
- Bild: Bild des Kulturdenkmals, ggf. zusätzlich mit einem Link zu weiteren Fotos des Kulturdenkmals im Medienarchiv Wikimedia Commons. Wenn man auf das Kamerasymbol klickt, können Fotos zu Kulturdenkmalen aus dieser Liste hochgeladen werden:
- Bezeichnung: Denkmalgeschützte Objekte und ggf. Bauwerksname des Kulturdenkmals
- Lage: Straßenname und Hausnummer oder Flurstücknummer des Kulturdenkmals. Die Grundsortierung der Liste erfolgt nach dieser Adresse. Der Link (Karte) führt zu verschiedenen Kartendiensten mit der Position des Kulturdenkmals. Fehlt dieser Link, wurden die Koordinaten noch nicht eingetragen. Sind diese bekannt, können sie über ein Tool mit einer Kartenansicht einfach nachgetragen werden. In dieser Kartenansicht sind Kulturdenkmale ohne Koordinaten mit einem roten bzw. orangen Marker dargestellt und können durch Verschieben auf die richtige Position in der Karte mit Koordinaten versehen werden. Kulturdenkmale ohne Bild sind an einem blauen bzw. roten Marker erkennbar.
- Datierung: Baubeginn, Fertigstellung, Datum der Erstnennung oder grobe zeitliche Einordnung entsprechend des Eintrags in der sächsischen Denkmaldatenbank
- Beschreibung: Kurzcharakteristik des Kulturdenkmals entsprechend des Eintrags in der sächsischen Denkmaldatenbank, ggf. ergänzt durch die dort nur selten veröffentlichten Erfassungstexte oder zusätzliche Informationen
- ID: Vom Landesamt für Denkmalpflege Sachsen vergebene, das Kulturdenkmal eindeutig identifizierende Objekt-Nummer. Der Link führt zum PDF-Denkmaldokument des Landesamtes für Denkmalpflege Sachsen. Bei ehemaligen Kulturdenkmalen können die Objektnummern unbekannt sein und deshalb fehlen bzw. die Links von aus der Datenbank entfernten Objektnummern ins Leere führen. Ein ggf. vorhandenes Icon  führt zu den Angaben des Kulturdenkmals bei Wikidata.

## Liste der Kulturdenkmale
| Bild                                    | Bezeichnung                                                          | Lage                                                                 | Datierung                                                                                | Beschreibung | ID       |
| --------------------------------------- | -------------------------------------------------------------------- | -------------------------------------------------------------------- | ---------------------------------------------------------------------------------------- | --- | -------- |
|                                         | Schreckenbergruine                                                   | Schreckenberg (Karte)                                                | 1854                                                                                     | künstlich angelegte Turmruine aus Feldsteinmauerwerk, als beliebtes Ausflugsziel seit ihrer Entstehungszeit von ortsgeschichtlichem Wert, als Beispiel der damals weitverbreiteten Burgenromantik, zudem baugeschichtlich bedeutend. | 09229961 |
| Direkt Bild zu diesem Denkmal hochladen | Haldenzug „Neuheiligen Kreuz“                                        | Südlich von Frohnau (Schottenberg) (Karte)                           | 18./19. Jh., vermutl. älter                                                              | Zeugnis des Altbergbaus von ortshistorischer Bedeutung. | 09227073 |
| Direkt Bild zu diesem Denkmal hochladen | Dreiergruppe Berghalden „Isabeller Richtschacht“, „Hoffnung Schacht“ | Nördlich von Frohnau (Schreckenberg)                                 | 18./19. Jh., vermutl. älter                                                              | Haldenzug des Altbergbaus, von ortshistorischer Bedeutung. | 09227072 |
| Direkt Bild zu diesem Denkmal hochladen | Halde „Bergmännisch Glück“                                           | Nördlich von Frohnau (Schreckenberg) (Karte)                         | 18./19. Jh., vermutl. älter                                                              | Zeugnis der Bergbaugeschichte, von ortshistorischer Bedeutung. | 09227065 |
| Direkt Bild zu diesem Denkmal hochladen | König David Schacht                                                  | Nördlich von Frohnau (Karte)                                         | 18./19. Jh., vermutl. älter                                                              | Zeugnis des Altbergbaus, ortsgeschichtlich von Bedeutung. | 09227064 |
| Direkt Bild zu diesem Denkmal hochladen | Halde „Hölzerne Staude“                                              | Südlich von Frohnau (Schottenberg)                                   | 18./19. Jh., vermutl. älter                                                              | Zeugnis der Bergbaugeschichte, von ortshistorischer Bedeutung. | 09227063 |
| Direkt Bild zu diesem Denkmal hochladen | Halde und Mundloch des Friedrich-August-Treibeschachts               | Nördlich von Frohnau (Schreckenberg)                                 | 18./19. Jh., vermutl. älter                                                              | wichtiges Zeugnis der regionalen Bergbaugeschichte, ortshistorische Bedeutung. | 09227062 |
| Direkt Bild zu diesem Denkmal hochladen | Mundloch „10.000 Ritter“                                             | Nordöstlich vom Schreckenberg, Nähe Markus-Röhling-Weg               | 18./19. Jh., vermutl. älter                                                              | Zeugnis des Altbergbaus, von ortsgeschichtlicher Bedeutung. | 09227060 |
| Direkt Bild zu diesem Denkmal hochladen | Halde „Harnisch-Kammer“                                              | Nördlich von Frohnau (Schreckenberg)                                 | 18./19. Jh., vermutl. älter                                                              | erhaltener Haldenzug als Zeugnis des Altbergbaus, von ortshistorischer Bedeutung. | 09227059 |
| Weitere Bilder                          | Bierschnabel-Wasserwerk                                              | Albertstraße                                                         | Bezeichnet mit 1931                                                                      | kleines Gebäude mit Natursteinmauerwerk, Satteldach und Zierrat, Zeugnis der lokalen Wasserversorgung, technikgeschichtlich bedeutsam, zudem für Ortsbild wertvoll. Wasserhaus über Bierschnabel-Stollen (Sohle in 9 m Tiefe), nach zwei Seiten in Hang gebaut, Satteldach mit Blechbedeckung, auf Dachfirst kleines Entlüftungstürmchen, ostseitig vergittertes Rundbogenfenster, straßenseitig mittig massive Holztür mit Rundbogen, Fischgrätenmuster, im Türblatt Hammer und Schlegel, im Füllungsrahmen geschnitzte Inschrift „Bierschnabel-Wasserwerk-Frohnau 1931“ | 09229960 |
| Direkt Bild zu diesem Denkmal hochladen | Trockenmauern entlang der Straße                                     | Albertstraße                                                         | 18./19. Jahrhundert                                                                      | relevant für Ortsbild, ortsgeschichtlich von Bedeutung | 09229947 |
| Direkt Bild zu diesem Denkmal hochladen | Saufang                                                              | Dörfler Höhe                                                         | 15. – 18. Jahrhundert                                                                    | Anlage für herrschaftliche Treibjagden bis Ende des 18. Jahrhunderts genutzt, aus ca. 600 Meter langen, spitzwinklig aufeinanderzulaufenden Feldsteinmauerresten, teils noch bis 1,50 Meter Höhe, historisches Zeugnis feudaler Lebenskultur, regionalgeschichtlich von Bedeutung. Ca. 400 m nördlich der Dörfler Straße bei den Wasserhäuschen (Dörfler Höhe) liegt vor einem Waldstück die Halde des Friedrich-August-Treibeschachtes, 170 m westlich und 120 m östlich der Halde markieren Feldsteinmauerreste den Anfang eines Saufanges. Noch vor Beginn des Bergbaus war hier im Sauwald herrschaftliche Saujagd betrieben worden, die Reste der ehemals etwa 1,50 m – 2,00 m hohen Mauern führen spitzwinklig ca. 600 m nach NNW zu dem schmalsten Punkt, an dem das Abstechen oder Erschlagen der Wildschweine leicht vorgenommen werden konnte. | 09229962 |
|                                         | Wohnhaus (Obergeschoss Fachwerk) in offener Bebauung                 | Hammerweg 3 (Karte)                                                  | Um 1800                                                                                  | | 09229941 |
| Direkt Bild zu diesem Denkmal hochladen | Ehemaliges Spritzenhaus                                              | Hauptstraße, neben Nr. 68 (Karte)                                    | Um 1830                                                                                  | kleines Steingebäude, Teil des ursprünglichen Dorfbildes, bedeutend für Ortsgeschichte. Text erarbeitet von ABM-Mitarbeitern (vom LfD noch nicht fachlich bearbeitet): eingeschossiges Gebäude (ca. 4 m × 6 m), Satteldach mit Dachpappendeckung, in straßenseitiger Traufseite zweiflügeliges Holztor mit Eisenbändern, in Ostgiebelseite zwei kleine übereinanderliegende Fensteröffnungen (liegende Rechtecke), obere Öffnung innen vergittert, im Westgiebel eine Fensteröffnung, Gebäude mit schadhaftem Glattputz | 09229958 |
| Direkt Bild zu diesem Denkmal hochladen | Trockenmauern entlang der Straße                                     | Hauptstraße                                                          | 18./19. Jahrhundert                                                                      | relevant für Ortsbild, ortsgeschichtlich von Bedeutung | 09229946 |
| Direkt Bild zu diesem Denkmal hochladen | Pumpstation in zeittypischer Formensprache                           | Hauptstraße, oberhalb Nr. 45                                         | 1952                                                                                     | in zeittypischer Formensprache, technikgeschichtlich von Bedeutung. | 08967699 |
|                                         | Wohnhaus mit Schusterwerkstatt und Seitengebäude                     | Hauptstraße 21 (Karte)                                               | Bezeichnet mit 1867                                                                      | charakteristischer eingeschossiger Putzbau, Zeugnis der bescheidenen Lebensweise im Erzgebirge, typisches Handwerkerhaus, baugeschichtlich und sozialgeschichtlich bedeutsam. eingeschossig, mit Satteldach und ausgebautem Dachgeschoss, Vorderseite altdeutsche Deckung, Rückseite Kunstschiefer, straßenseitig drei Sattelgaupen, Fenster in Gewänden, straßenseitig mit zweiflügeligen Fensterläden, mittig Haustür mit Gewände, über Sturz Schriftfeld (18 F.W.B. 67), darüber Sims, Haustür noch original, zweiflügelig, Flügel mit mehreren Feldern, oberes Feld verglast, Granitschwelle und Eisendrückergarnitur, in rechter Hausseite schmales Schaufenster und Ladentür, gesamtes Haus in Steinmauerwerk mit Rauputz, kräftiger Traufsims, rückseitig kleiner Anbau mit Schleppdach, teilweise Unterkellerung, Ausstattung: Feldsteinplatten in Hausflur, Füllungstüren | 09229950 |
| Weitere Bilder                          | Rosenkranz-Fundgrube                                                 | Hauptstraße 23 (Karte)                                               | 1. Hälfte 18. Jahrhundert, später überformt                                              | Gebäude mit Fachwerk im Obergeschoss und Satteldach, weitestgehend im Ursprungszustand, zentrale Lage im Ort, ortsbildprägend, Zeugnis der Bergbaugeschichte und Volksbauweise. zweigeschossig, kleines Wohnhaus mit steilem Satteldach, rote Dachziegel, Erdgeschoss verputztes Feldsteinmauerwerk, gelb getüncht, leicht vorstehend und überblecht, im Obergeschoss Fachwerk auf drei Seiten, unregelmäßige Gefache (Gefache gelb, Balkenwerk braun), Gefache und Innenwände mit Lehm, beide Giebeldreiecke längs verbrettert, braun gestrichen, vierflügelige Fenster mit feststehendem profilierten Kämpfer, westgiebelseitige Haustür mit Porphyrgewände, Türschwelle, Feldsteinplatte, im Sturz Verzierungen, darüber profilierter beblechter Sims, Haustür zweiflügelig, Oberteile verglast, profilierte Felder, verzierte Eisendrückergarnitur, rechts neben Haustür kleiner Anbau mit Pultdach bis Oberkante Obergeschoss | 09229951 |
| Weitere Bilder                          | Wohnhaus in offener Bebauung                                         | Hauptstraße 46 (Karte)                                               | Um 1800                                                                                  | bedeutendes Zeugnis der Volksbauweise mit Fachwerkobergeschoss, durch Lage ortsbildprägend, einer der markantesten Fachwerkbauten des Ortes, bildet zudem mit Hauptstraße 48 und 50 wichtiges Ensemble, baugeschichtlich von Bedeutung. Kleines zweigeschossiges Gebäude mit steilem Satteldach, Kunstschieferdeckung, Erdgeschoss verputztes Feldsteinmauerwerk, vorstehend und beblecht, Fachwerk auf vier Seiten, straßenseitig voller Fachwerkgiebel, Nordgiebeldreieck auf Fachwerk Längsverbretterung, Ausfachung mit Lehmziegel und Lehmputz, weiß getüncht, Fachwerk dunkelbraun, an westlicher Traufseite kleiner Sanitäranbau, sechsfeldrige, einflügelige Fenster, hinter Nordgiebel Steilhang, mit Trockenmauer abgefangen, von Erdgeschoss aus Zugang zu Erdkeller | 09229953 |
| Direkt Bild zu diesem Denkmal hochladen | Wohnhaus, ehemaliges Wohnstallhaus eines Zweiseithofes               | Hauptstraße 48 (Karte)                                               | Bezeichnet mit 1896 (nach Brand wiederaufgebaut) bez. 1896 (nach Brand wieder aufgebaut) | durch erhöhten Standort und Fachwerk ortsbildprägend, bildet dabei mit Hauptstraße 46 und 50 wichtiges Ensemble, außerdem von baugeschichtlichem Wert. Zweigeschossiges Gebäude mit Kniestock und Satteldach, Preolitdeckung, Obergeschoss Fachwerk in Fassade und Nordgiebel, Südgiebel ab Oberkante Erdgeschoss querverbrettert, klare Fassadengliederung durch acht Fensterachsen in gleichmäßigen Gefachen, Brandgiebel zwischen Wohn- und ehemaligem Stallteil, im Erdgeschoss glatt verputztes Feldsteinmauerwerk, weiß getüncht, Sockel grau, Fachwerk beige/braun | 09229954 |
| Direkt Bild zu diesem Denkmal hochladen | Ehemalige Germania                                                   | Hauptstraße 50 (Karte)                                               | Vor 1880                                                                                 | klassizistisches Türgewände, handwerklich-künstlerisch von Bedeutung | 09229955 |
| Weitere Bilder                          | Wohnhaus in offener Bebauung, ehemals Bergarbeiterwohnhaus           | Hauptstraße 62 (Karte)                                               | Anfang 19. Jahrhundert                                                                   | ehemaliges Bergarbeiterwohnhaus, eingeschossiges Gebäude, auffallend durch steiles Satteldach mit Fachwerkgiebel, von baugeschichtlicher und ortsgeschichtlicher Bedeutung. Kleines eingeschossiges Gebäude mit steilem Satteldach, Preolitdeckung und ausgebautem Dachgeschoss, Erdgeschoss Feldsteinmauerwerk, glatt verputzt, weiß getüncht, giebelseitig im ausgebauten Bereich Fachwerk, Giebelspitzen längs verbrettert, einflügelige Holzfenster als stehende Rechtecke, im Erdgeschoss Faschen braun, in Fassade rechtsseitig zweiflügelige Holzhaustür, rückseitig niedriger Anbau mit Satteldach, am Nordgiebel Garagenanbau mit Pultdach, geländebedingt nach zwei Seiten Trockenmauer mit darauf befindlichem Holzlattenzaun, Haus möglicherweise am gleichen Ort einer ehemaligen Kapelle mit deren Steinen errichtet. | 09229956 |
| Direkt Bild zu diesem Denkmal hochladen | Trockenmauern entlang des Weges                                      | Markus-Röhling-Weg                                                   | 18./19. Jahrhundert                                                                      | | 09229938 |
| Weitere Bilder                          | Markus-Röhling-Fundgrube                                             | Markus-Röhling-Weg 8 (Karte)                                         | 1768/1785 (Bergbau), 1768 (Pulverturm), 1773 (Bergschmiede), 1768 (Huthaus)              | Bergschmiede, Huthaus und Pulverhäuschen aus dem 18. Jahrhundert, zeittypische Bauten, bergbauhistorisch und ortsgeschichtlich bedeutend. 1. Markus-Röhling-Halde: Markus-Röhling-Fundgrube war die bedeutendste Grube des Annaberger Gebietes im 18./19. Jh., Grube lieferte insgesamt über 15 t Silber und mehr als 2.500 t Kobalterze, nach 1946 wurde die Markus Röhling Fundgrube während des Uranerzbergbaus erweitert, von 1785 bis zur Stilllegung 1857 war ein Pferdegöpel in Betrieb, gesamte Halde mit Bäumen bewachsen (Ahorn, Buchen, Eichen), Halde entlang des Zugangsweges mit einer Trockenmauer befestigt 2. ehemalige Bergschmiede: 1773 erbaut (laut Hinweistafel), eingeschossiges Gebäude mit steilem Satteldach mit Aufschieblingen, Preolitdeckung, auf vorderer Dachseite mittig breiter Dachhecht mit vier zweiflügeligen Fenstern, sechsscheibig, in den Seitenschrägen je ein kleines quadratisches Fenster mit Querstrebe, hinten auf linker Dachseite kleine Schleppluke, Mauerwerk aus Feldstein, im Erdgeschoss grauer Rauputz über glattem Sockel, Giebeldreiecke längs verbrettert, Holzfenster mit überblechten Fensterbrettern und Blenden, teils mit Läden, im Erdgeschoss des Westgiebels Fenster mit Holzgewände, vier Fenster der Fassade mit einflügeligen Fensterläden, Fenster und Haustür mit Sandsteingewände, einflügelige Haustür, Glaseinsatz mit schmiedeeisernem Gitter, rückseitig schmaler Toilettenanbau, Gebäude leerstehend 3. Wohnhaus: bezeichnet 1902 (im Giebeldreieck), erbaut auf den Grundmauern des ehemaligen Huthauses, eingeschossiges Gebäude mit steilem Satteldach, Preolitdeckung, Zwerchgiebel mit Satteldach an Rückseite und über Risalit der Fassade, einfache zweiflügelige Haustür im Risalit mit Glaseinsatz, über Haustür von Holzkonstruktion getragene Blechüberdachung, Zwerchgiebel längsverbrettert, großes dreiflügeliges Fenster, Fachwerk im Zwerchgiebel der Rückseite und in beiden Giebeldreiecken (schwarz/grau), Zwerchgiebeldächer überstehend, verzierte Balken und Sparren, verschiedenartige Verzierungen am Ortgang, Fenster im Erdgeschoss mit Gewände, teils Werk-, teils Sandstein, Gebäude leerstehend 4. Ruine des Pulverhauses: Haus erbaut 1768, laut DDR-Denkmalliste ehemals 4,50 m × 4,50 m großes eingeschossiges Gebäude aus Bruchsteinmauerwerk, Mauerreste bis teilweise 1,50 m Höhe erhalten | 09229939 |
| Direkt Bild zu diesem Denkmal hochladen | Wohnhaus (Obergeschoss Fachwerk) in offener Bebauung                 | Mittelweg 2 (Karte)                                                  | um 1700                                                                                  | Obergeschoss Fachwerk, ursprünglich kleines Wohnstallhaus, geringe Veränderungen am Äußeren, ortsbildprägend und baugeschichtlich von Bedeutung. Zweigeschossiges Gebäude mit Satteldach, Preolitdeckung, Erdgeschoss verputztes Mauerwerk, weiß getüncht, Sockel braun, Obergeschoss Vorder- und Rückseite Sichtfachwerk (Lehmausfachung) schwarz/weiß, zum Teil mit sehr alten Fachwerkformen, Obergeschoss am Südgiebel ab Oberkante Erdgeschoss massiv gemauert, Nordgiebel Obergeschoss verbrettertes Fachwerk, beide Giebeldreiecke mit Naturschiefer, am Nordgiebel kleiner Toilettenanbau (früher Freischwinger), im gesamten Haus sehr unterschiedliche Fenster in ursprünglicher Größe, teils sehr alt, Fassade mittig einflügelige Haustür mit Glaseinsatz, Rückseite mittig Schlagtür im Obergeschoss, im Obergeschoss Lehminnenwände, kleiner Hausteil unterkellert mit Feldsteintonnengewölbe. | 09229940 |
| Direkt Bild zu diesem Denkmal hochladen | Mundloch des Bierschnabel-Stolln                                     | Sehmatalstraße, an der Brücke über die Sehma, neben Frohnauer Hammer | bez. 1789                                                                                | Zeugnis des Altbergbaus, von ortsgeschichtlicher Bedeutung. | 09227061 |
| Weitere Bilder                          | Frohnauer Hammer                                                     | Sehmatalstraße 3, 12 (Karte)                                         | 17. Jahrhundert                                                                          | Herrenhaus: stattliches Gebäude mit Fachwerk-Obergeschoss; Hammergebäude: Putzbau mit Schindeldach, Beispiel eines typischen Eisenhammers des 17. Jahrhunderts, eines der ältesten technischen Kulturdenkmale in Sachsen, von herausragenden baugeschichtlichem und technikgeschichtlichem Wert. | 09229934 |
| Weitere Bilder                          | Wohnhaus in offener Bebauung                                         | Sehmatalstraße 4 (Karte)                                             | 1844                                                                                     | qualitätvoller Bau der Volksarchitektur mit Fachwerkobergeschoss, Bedeutung für das Ortsbild, baugeschichtlicher Wert. Zweigeschossiges Gebäude mit steilem Krüppelwalmdach und je drei geschweiften Gaupen auf den Dachflächen, verschieferte Giebeldreiecke, Obergeschoss Fachwerk mit aufgeblendeten Brettern (Gefache grau, Bretter braun), Gefache teils Lehm, teils Ziegel, klare Gliederung durch sechs Fensterachsen, Fenster einscheibig in T-Form, Erdgeschoss verputztes Feldsteinmauerwerk, Faschen und Laibungen braun abgesetzt, in 3. Fensterachse von links Haustür mit braunem Sandsteingewände, darüber Schriftfeld, Zahnfries und Sims, neue, denkmalgerechte zweiflügelige Haustür, rückseitig kleiner eingeschossiger Anbau, Gebäude in gutem Bauzustand, in unmittelbarer Lage zur Straße und Nähe zum Frohnauer Hammer, ortsbildprägend | 09229935 |
| Weitere Bilder                          | Langs Erzgebirgshaus, Bärtel-Schmiede                                | Sehmatalstraße 10 (Karte)                                            | bez. 1787                                                                                | baugeschichtlich wertvolles Fachwerkhaus mit geohrtem Segmentbogenportal, zudem bedeutend für Ortsbild (steht im Zusammenhang mit Ensemble des Frohnauer Hammers), für Ortsgeschichte und Bergbaugeschichte relevant. Zweigeschossiges Gebäude in unmittelbarer Straßennähe, tiefer als Straßendecke liegend – drei Feldsteinstufen abwärts, Feldsteinplatten vor halber Hauslänge und im Hausflurbereich, Erdgeschoss Feldsteinmauerwerk, glatt verputzt, weiß getüncht, leicht vorstehend und mit schwarzer Überblechung, rechts der Hausmitte Eingang mit Granitgewände (gelb gestrichen), Schlussstein mit Inschrift (W 1787, Schlegel und Eisen in Hufeisen), Haustür einflügelig, Massivholz mit breitem Anschlag, Korbbogenabschluss, oberer Teil mit Bleiverglasung, fassadenseitig im Obergeschoss acht Fensterachsen, alle Fenster im Erdgeschoss mit Granitgewände, olivgrün gestrichen, Obergeschoss Fachwerk, Originalbalkenwerk mit Lehmausfachung, weiß getüncht, Giebeldreiecke und Rückseite schwarz verbrettert, Krüppelwalmdach mit drei versetzten Sattelgaupen fassadenseitig, Vorderseite altdeutsche Schieferdeckung, Rückseite Preolit, rückseitig Mittelteil vorgezogen, mit Schleppdach bis halbe Dachhöhe, rechtsseitig Sattelgaupe, im Nordgiebel verbrettertes Giebeldreieck mit zwei sechsscheibigen Fenstern, Holzfensterbrett und -überdachung, südseitiger eingeschossiger Anbau auf Feldsteinmauerwerk, außen längsverbrettert, Fachwerk nach innen sichtbar, Satteldach mit Naturschiefer. | 09229937 |
| Weitere Bilder                          | St. Anna Stolln, Markus-Röhling-Stolln                               | Sehmatalstraße 15 (Karte)                                            | ab 1500 (Stollen)                                                                        | zu einem umfangreichen Grubenrevier gehörig, 1994 als Besucherbergwerk eröffnet, Zeugnis aus der Zeit des Silber-, Kobalt- und Uranbergbaus, von bergbauhistorischer und ortsgeschichtlicher Bedeutung. Markus Röhling Erbstolln seit Beginn 16. Jahrhundert bekannt, Kunstschacht brachte eine Saigerteufe von 411 m ein. Die Wasserlösung erfolgte mit zwei Kunstgezeugen auf den Markus Röhling- bzw. den tieferen Jungen St. Andreas Stolln, Entdeckung und Abbau des Haupterzganges 1733–1857, Markus-Röhling-Grube lieferte insgesamt über 15 t Silber und mehr als 2.500 t Kobalterze, nach 1946 während des Uranerzbergbaus erweitert, Entdeckung der alten Radkammern, Mundlöcher des Markus-Röhling-Stollns, des Jungen St. Andreas Stollns und des Wismut Querschlags, Zufahrt zum Bereich des Altbergbaus mit Grubenbahn über ehemaligen Wismutstollen (ca. 600 m Länge), seit 1992 Erschließung eines Teils der Grube als Besucherbergwerk, Wiederherstellung des großen Wasserrads (Durchmesser 9 m), Aufwältigung eines Kunstschachtes, Werkzeuge des Altbergbaus und Wismuttechnik, Demonstration von Ausbauvarianten, Nutzung des Maschinenraums für Mettenschichten, seit 1994 für die Öffentlichkeit zugänglich. | 09229963 |
| Direkt Bild zu diesem Denkmal hochladen | Gedenkstein oberhalb der Turnhalle                                   | Turnvater-Jahn-Straße (Karte)                                        | um 1920 (Kriegerdenkmal)                                                                 | oberhalb der Turnhalle gelegen, von ortsgeschichtlicher Bedeutung. ca. 2 m breiter und 1,20 m hoher Gedenkstein aus Beton, oberer Abschluss als Dreiecksgiebel gestaltet, darunter profilierter Sims, Vorderseite aufgeschraubte Platte mit Namen der gefallenen Turner des Deutsch-Französischen Krieges 1870/71 und des Ersten Weltkrieges. | 09229964 |
| Direkt Bild zu diesem Denkmal hochladen | Oehme-Villa                                                          | Turnvater-Jahn-Straße 1 (Karte)                                      | um 1890                                                                                  | Klinker-Putz-Fassade mit vielen Zierelementen, als repräsentatives Beispiel der historisierenden Villenarchitektur baukünstlerisch von Wert, als Wohnstätte des einstigen Annaberger Stadtrates Oehme (1828–1912) von ortsgeschichtlicher Bedeutung Villa des Rechtsanwalts und juristischen Stadtrats Oehme: zweigeschossiges Gebäude mit ausgemauertem Dachgeschoss, interessante Dachgestaltung (Naturschieferdeckung), Südgiebeldach abgewalmt, umlaufend breiter Dachüberstand, der nach oben abgewinkelt ist, Sparren und Pfetten verziert und von Stützbalken getragen, straßen- und rückseitig mehrere Walmgaupen, nach drei Seiten rechteckige Vorbauten mit Satteldächern, an Nordost-Hausecke Turmvorbau mit Zeltdach, Fassade: Vorbau in Form von Loggien in reich verzierter Holzkonstruktion und großen, mehrfach gegliederten Fenstern, Haus allseitig klar gegliedert, waagerecht durch Klinkerbänder (rot/gelb/grün) und senkrecht durch Fensterachsen, Kellergeschoss verfugtes Bruchsteinmauerwerk, Gebäude zwischen Klinkerstreifen glatt geputzt, beige getüncht, Fenster teils vollständig von Sandsteingewänden umgeben, teils mit Sandsteinsturz, -sohlbänken, -schlusssteinen und -widerlager – dann mit seitlicher Klinkeraufmauerung sowie Entlastungsbogen, Ober- und Dachgeschoss Segmentbogenfenster, im rückseitigen Anbau hohe zweiflügelige Massivholzhaustür, dunkelbraun gestrichen, mit schlichter Verzierung, Türsturz mit darüber befindlichem Rundbogen und Schlussstein aus Sandstein, vom rückseitigen Obergeschoss eiserne Brücke zum hängigen Gelände | 09229942 |
| Direkt Bild zu diesem Denkmal hochladen | Turnhalle                                                            | Turnvater-Jahn-Straße 5 (Karte)                                      | 1911                                                                                     | mit Eingangsvorbau und Dachreiter, im Innern weitgehend ursprünglich erhalten, ortshistorisch und baugeschichtlich bedeutend. Turnhalle von Frohnauer Sportlern in Eigenleistung und durch Eigenfinanzierung errichtet, für Frohnau als Turnerhochburg von ortsgeschichtlicher Bedeutung, Gebäude mit Krüppelwalmdach und Preolitdeckung, umlaufender Dachüberstand, behauene Balkenköpfe sichtbar, in Dachmitte achteckiger Dachreiter mit achteckiger Kuppel und Turmkugel sowie Wetterfahne (1911), an Nordgiebel vorgebaute Eingangshalle mit Walmdach, Mittelteil als Risalit und gewalmtem Zwerchgiebel, mittig hohe zweiflügelige Eingangstür, darüber großes Halbkreisfenster, an Osttraufseite Dachmittelteil als Zwerchgiebel gestaltet, bis halbe Dachhöhe reichend, in Giebelspitze liegendes Oval, darüber Lisenen zu Spitzbogen zusammengeführt, gesamtes Gebäude durch Lisenen und Ecklisenen gegliedert, in den Flächen typische Turnhallenfenster mit Segmentbogenabschluss, Gebäude über stufenförmigem Sockel mit grauem Rauputz Ausstattung: schmale gewendelte Holztreppe zur Galerie (Holzkonstruktion), in Hallendecke gusseiserne Longenbefestigung. | 09229943 |
| Direkt Bild zu diesem Denkmal hochladen | Haustür in Formen des Jugendstils                                    | Turnvater-Jahn-Straße 9 (Karte)                                      |                                                                                          | | 09229944 |